# Trencsénkutas
Trencsénkutas (1899-ig Nagy-Kotessó, szlovákul Veľká Kotešová) Kotessó településrésze, korábban önálló falu Szlovákiában, a Zsolnai kerületben, a Nagybiccsei járásban.

## Fekvése
Nagybiccsétől 2 km-re északkeletre, a Vág jobb partján fekszik. Kotessó déli részét alkotja.

## Története
Nagykotessó (későbbi magyar nevén Trencsénkutas) 1598-ban szerepel először „Nagy Kotessowa” alakban. Részben a nyitrai püspökség, részben a Kotessói, Kudelka, Prileszky, Kohács és Hrabovszky családok birtokolták. 1598-ban 29 háza volt. 1784-ben 75 házában 527 lakos élt.
A 18. század végén Vályi András így ír róla: „Kis, Nagy, és Nemes Koteso. Trentsén Várm. földes Urai több Uraságok, lakosai katolikusok, és másfélék, fekszenek Rovne, Oblazovnak szomszédságaikban, határbéli földgyeik jók, vagyonnyaik jelesek, és külömbfélék.”
1828-ban 91 házát 767-en lakták. A hricsói, később a nagybiccsei uradalomhoz tartozott, az Eszterházy családnak gazdasága volt a községben. Lakói mezőgazdasággal, erdei munkákkal, bognármesterséggel, drótozással foglalkoztak.
Fényes Elek 1851-ben kiadott geográfiai szótárában így ír a faluról: „Nagy-Kotessó, tót falu, Trencsén vmegyében, a Vág vize mellett: 500 kath. lak. Van itt az uradalomnak egy majorsága. Birja h. Eszterházy, s a bicsei urad. tartozik. Ut. p. Zsolna.”
1910-ben 561 lakosából 532 szlovák, 19 német, 1 magyar és 9 más anyanyelvű volt. A trianoni békéig Trencsén vármegye Nagybiccsei járásához tartozott.
1943-ban Nemekutassal egyesítették Kotessó néven.

## Lásd még
- Kotessó
- Nemeskutas